# Рудлан (замок)

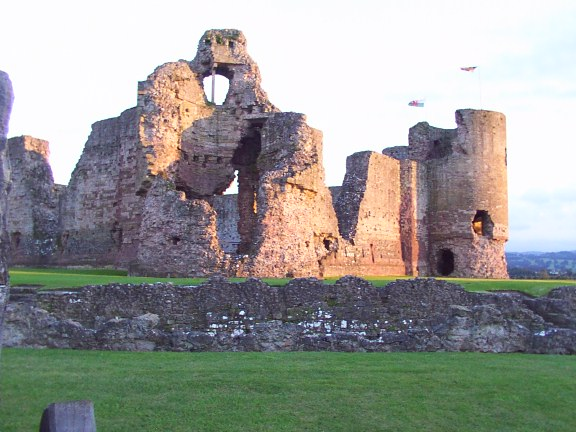
Замок Рудлан

Замок Рудлан (англ. Rhuddlan) — середньовічний замок у Денбіширі в Уельсі.

## Історія замку
Історичні джерела вказують на те, що першу фортецю було зведено на цьому місці ще у VIII столітті, за часів правління Оффи, короля Мерсії.
Перший замок Рудлан, що був збудований за системою mott-and-baylie, було зведено у 1073 році Робертом з Рудлана, родичем Гуго д'Авранша, графа Честерського, й одним з найближчих соратників Вільгельма Завойовника. В середині XI століття, перебуваючи при дворі Едуарда Сповідника, Роберта було посвячено в лицарі самим королем. «Книга Страшного суду» каже про те, що на умовах щорічної плати Роберт отримав від Вільгельма Завойовника повноваження управляти територіями всього північного Уельсу.
Кам’яна оборонна споруда, руїни якої збереглись донині, була збудована англійським королем Едуардом I та його архітектором Джеймсом із Сент-Джорджа, під час кампанії із завоювання Уельсу.
У часи англійської революції замок перебував у руках роялістів до 1646 року, коли був змушений капітулювати; у 1648 році був підірваний для попередження його подальшого використання.
За часів Роберта в околицях замку утворилось невелике місто. В цьому місті була своя церква та монетний двір. В музейних колекціях можна побачити срібні пенні, які карбувались в Рудлані в епоху Вільгельма Завойовника й до початку XIII століття.

## Інформація для відвідувачів
Замок відкрито з 18 березня до 30 вересня щоденно з 10.00 до 17.00.
Вартість квитка: £2.75.